# Cyphotarsis
Cyphotarsis là một chi bọ cánh cứng trong họ Chrysomelidae.
Chi này được Jacoby miêu tả khoa học năm 1892.

## Các loài
Chi này gồm các loài:
- Cyphotarsis niger Jacoby, 1892